# De Wijk (Westerkwartier)
De Wijk (Gronings: De Wiek) is een gehucht in de gemeente Westerkwartier in het westen van de Nederlandse provincie Groningen. Het ligt tegen Niekerk aan en is nauwelijks nog als aparte kern te onderscheiden.